# Andrew McIntosh
Andrew Robert McIntosh, baron McIntosh de Haringey, (30 avril 1933 - 27 août 2010) est un homme politique travailliste britannique et directeur du Working Men's College.

## Vie privée
McIntosh fait ses études à la Hampstead School de Haberdasher Aske, à la Royal Grammar School, à High Wycombe, au Jesus College, à Oxford et à l'Université d'État de l'Ohio.
McIntosh est marié à l'universitaire Naomi Sargant. McIntosh est décédé en 2010, à l'âge de 77 ans.

## Politique
Il est conseiller dans l'arrondissement londonien de Haringey (1964–1968). Il représente Tottenham au Greater London Council (1973-1983). Lorsque le parti travailliste prend le contrôle du GLC en 1981, McIntosh est le chef du groupe travailliste. Centriste, McIntosh bat de justesse le représentant de l'aile gauche Ken Livingstone pour la direction. Cependant, le lendemain du jour où le parti travailliste remporte une petite majorité, il est évincé et Livingstone devient à sa place le chef du groupe travailliste et du GLC par 30 contre 20.
Il est élevé à la pairie en tant que pair à vie le 17 janvier 1983 avec le titre de baron McIntosh de Haringey de Haringey dans le comté du Grand Londres. Il est whip et porte-parole de la culture à la Chambre des lords. Il est admis au Conseil privé en 2002. Il est whip en chef (capitaine de garde yeomen) de 1997 à 2003.
Andrew McIntosh est ministre britannique des médias et du patrimoine au ministère du numérique, de la culture, des médias et des sports de 2003 à 2005. Ses responsabilités comprenaient la réglementation de la radiodiffusion et de la presse, le patrimoine et l'architecture, les bibliothèques et la réglementation des jeux de hasard. Il est également porte-parole à la Chambre des lords du Trésor de 1997 à 2005.
En septembre 2005, il devient membre de l'Assemblée parlementaire du Conseil de l'Europe, siégeant en tant que président de la commission de la culture, de la science et de l'éducation de l'Assemblée à partir de janvier 2010 et président de sa sous-commission des médias de 2008 à 2009. À la suite de l'adoption d'une résolution sur « Menaces contre la vie et la liberté d'expression des journalistes » le 27 janvier 2007, le Conseil de l'Europe l'a nommé rapporteur sur la liberté des médias.
McIntosh est un associé honoraire de la National Secular Society, un membre de la British Humanist Association et vice-président du All Party Parliament Humanist Group. Il est président de la Fabian Society en 1985-1986.